# اما رابرتس
اِما رُز رابرتس (به انگلیسی: Emma Rose Roberts) (زاده ۱۰ فوریه ۱۹۹۱) بازیگر، خواننده و مدل آمریکایی است.

## زندگی
اِما رز رابرتز متولد ۱۰ فوریه در نیویورک، ایالات متحده آمریکا است. او تنها فرزند اریک رابرتس و کایلی کانیگهام است. پدر و مادرش زمانی که او تنها یک سال داشت از یکدیگر جدا شدند و سرپرستی او با مادرش کایلی بود او همچنین رابطهٔ خوبی با پدرش ندارد با اینکه پدرش او را دوست دارد هرچند با عمه‌اش جولیا رابرتس رابطه بسیار صمیمانه دارد، او بعدها اعتراف کرد که عشقش به بازیگری به خاطر عمه اش جولیا شکل گرفته‌است؛ و دوران تحصیلاتش را در شهر لس آنجلس سپری کرد. رابرتز زمانی که کودک بود اوقات فراغتش را به حضور در پشت صحنه فیلمهای عمه مشهورش می‌گذراند و همین امر سبب شد تا او تصمیم بگیرد برای باقی عمرش حرفه بازیگری را دنبال نماید. از دوستان صمیمی او می‌تواند به کریستن استوارت و لی میشل اشاره کرد.
او از طریق پدرش از نژاد انگلیسی، اسکاتلندی، ایرلندی، روسی، آلمانی و سوئدی است.

## حرفه
در سن ده سالگی او به عنوان دختر جانی دپ در فیلم کوکائین (فیلم) در سال ۲۰۰۱ انتخاب شد. پس از آن نیز در چندین فیلم نقشی کوتاه را بر عهده داشت.
رابرتز در سریال Unfabulous به عنوان دانش آموز دبیرستانی بازی کرد که آهنگ می‌نویسد و می‌خواند. او حتی در آهنگ‌های این سریال نیز اجرا داشته که در آلبومی در سال ۲۰۰۵ منتشر شد. در سال ۲۰۰۶ او در فیلم کمدی و فانتزی اکوامارین حضور پیدا کرد. در همان سال او نقش نانسی درو را در فیلم نانسی درو (فیلم ۲۰۰۷) با اقتباس از این شخصیت داستانی بازی کرد. این نقش آفرینی او سبب شد که او به شهرت بیشتری دست یابد و در فیلم‌های خانوادگی بیشتری بازی کند.
در سال ۲۰۰۸ او در فیلم مستقل کارگردان درک مارتینی با نام لایف لایف بازی کرد. او در سال ۲۰۱۰ پرکار بود و در فیلم‌های متعددی از جمله دوازده (فیلم ۲۰۱۰) و روز والنتاین (فیلم) بازی کرد. پس از مدت کوتاهی شرکت در کالج سارا لارنس، رابرتز به بازیگری تمام وقت بازگشت.
همچنین اما رابرتز در فیلم هنر چیره شدن (۲۰۱۱) یکی از دو نقش اصلی فیلم را بر عهده داشت. جیغ ۴فیلم ترسناک آمریکایی است. این فیلم چهارمین قسمت از مجموعه فیلم‌های جیغ به‌شمار می‌رود.
همچنین او با بازی در سریال داستان ترسناک آمریکایی شهرت بیشتری پیدا کرد.
همچنین اِما در سریال ملکه‌های جیغ که در پاییز سال ۲۰۱۵ شروع به پخش شد، با خواننده آمریکایی آریانا گرانده ایفای نقش کرد.

## زندگی شخصی
او دختر اریک رابرتس و برادرزاده جولیا رابرتس است. در سپتامبر ۲۰۱۱، رابرتز شروع به تحصیل در کالج سارا لارنس کرد اما تا ژانویه ۲۰۱۲، تحصیلات خود را متوقف کرد تا بر تعهدات کاری متمرکز شود.
او از سال ۲۰۱۳ تا ۲۰۱۹ با ایوان پیترز وارد رابطه شد. در ژوئیه ۲۰۱۳، در حالی که آنها در هتلی در مونترال، کبک اقامت داشتند، کسی به مشاجره ای که از اتاق آنها بود شنید و پلیس را خواستار شد. آنها پس از یک «مشاجره داغ» شروع به زدن یکدیگر کرده بودند. وقتی پلیس آمد، رابرتز را دستگیر کردند. پیترز دستگیر نشد زیرا رابرتز از نظر جراحات بلافاصله قابل مشاهده نبود. پیترز از ابراز اتهامات امتناع ورزید و رابرتز چند ساعت بعد آزاد شد. در بیانیه مشترکی، زوجین آن را «یک حادثه ناگوار و سو تفاهم» خواندند. پیترز در مارس ۲۰۱۴ تأیید کرد که او و رابرتز نامزد بودند. در مارس ۲۰۱۹ گزارش شد که رابرتز و پیترز از هم جدا شده‌اند.
از مارس ۲۰۱۹، رابرتز با بازیگر گرت هدلند رابطه دارد. در اوت سال ۲۰۲۰، وی اعلام کرد که منتظر فرزند پسرشان هستند. هدلند خبر داد که پسرشان در ۲۷ دسامبر ۲۰۲۰ با اسم رودس رابرت هدلند بدنیا آمده.

## فیلم‌شناسی
| کوکائین (فیلم)                 | کریستینا سان ساین جانگ | ۲۰۰۱ | تد دم                |                         |             |      |
| عشق بزرگ                       | دلایلا                 | ۲۰۰۱ | نیک مور              |                         |             |      |
| دلبر آمریکایی (فیلم)           | دختر جوان              | ۲۰۰۱ | جو روث               |                         |             |      |
| زمرد کبود (فیلم)               | کلر "کلاراً براون       | ۲۰۰۶ | الیزابت آلن روزینبام |                         |             |      |
| Spymate                        | آملیا ماگینز           | ۲۰۰۶ | رابرت وینس           |                         |             |      |
| نانسی درو (فیلم ۲۰۰۷)          | نانسی درو (شخصیت)      | ۲۰۰۷ | اندرو فلمینگ         |                         |             |      |
| بچه وحشی                       | پاپی مور               | ۲۰۰۸ |                      |                         |             |      |
| زندگی لایم                     |                        | ۲۰۰۸ |                      |                         |             |      |
| هتلی برای سگ‌ها                 | اندی                   | ۲۰۰۹ | تور فرویدنتال        |                         |             |      |
| فصل برنده                      | ابی میلر               | ۲۰۰۹ |                      |                         |             |      |
| روز والنتاین (فیلم)            | گریس اسمارت            | ۲۰۱۰ | گری مارشال           |                         |             |      |
| دوازده (فیلم ۲۰۱۰)             | مالی نورتون            | ۲۰۱۰ | جوئل شوماخر          |                         |             |      |
| ۱٫۲٫۳٫۴                        | جوانا                  | ۲۰۱۰ | نول کلارک            |                         |             |      |
| این یک نوع داستان خنده دار است | نوئل                   | ۲۰۱۰ |                      |                         |             |      |
| ویرجینیا (فیلم ۲۰۱۰)           | جسی تیمتون             | ۲۰۱۰ |                      |                         |             |      |
| جیغ ۴                          |                        | ۲۰۱۱ |                      |                         |             |      |
| امپایر استیت                   |                        | ۲۰۱۳ |                      |                         |             |      |
| ما میلرها هستیم                | کیسی مسیس              | ۲۰۱۳ |                      |                         |             |      |
| دنیای بزرگسالان                |                        | ۲۰۱۳ |                      |                         |             |      |
| پالو آلتو                      |                        | ۲۰۱۴ |                      |                         |             |      |
| من میشل هستم                   |                        | ۲۰۱۴ |                      |                         |             |      |
| فوریه                          |                        | ۲۰۱۵ |                      |                         |             |      |
| نرو                            |                        | ۲۰۱۶ |                      |                         |             |      |
| ایتالیای کوچک                  |                        | ۲۰۱۸ |                      |                         |             |      |
| سلست و جس برای همیشه           | رایلی بنکس             | ۲۰۱۲ |                      |                         |             |      |
| شکار                           |                        | ۲۰۲۰ |                      |                         |             |      |
| تعطیلات                        | اسلون                  | ۲۰۲۰ |                      | دانشجوی فضانوردی (فیلم) | رکس سیمپسون | 2024 |

## سریال‌های تلویزیون
- مرد خانواده - ۲۰۱۳

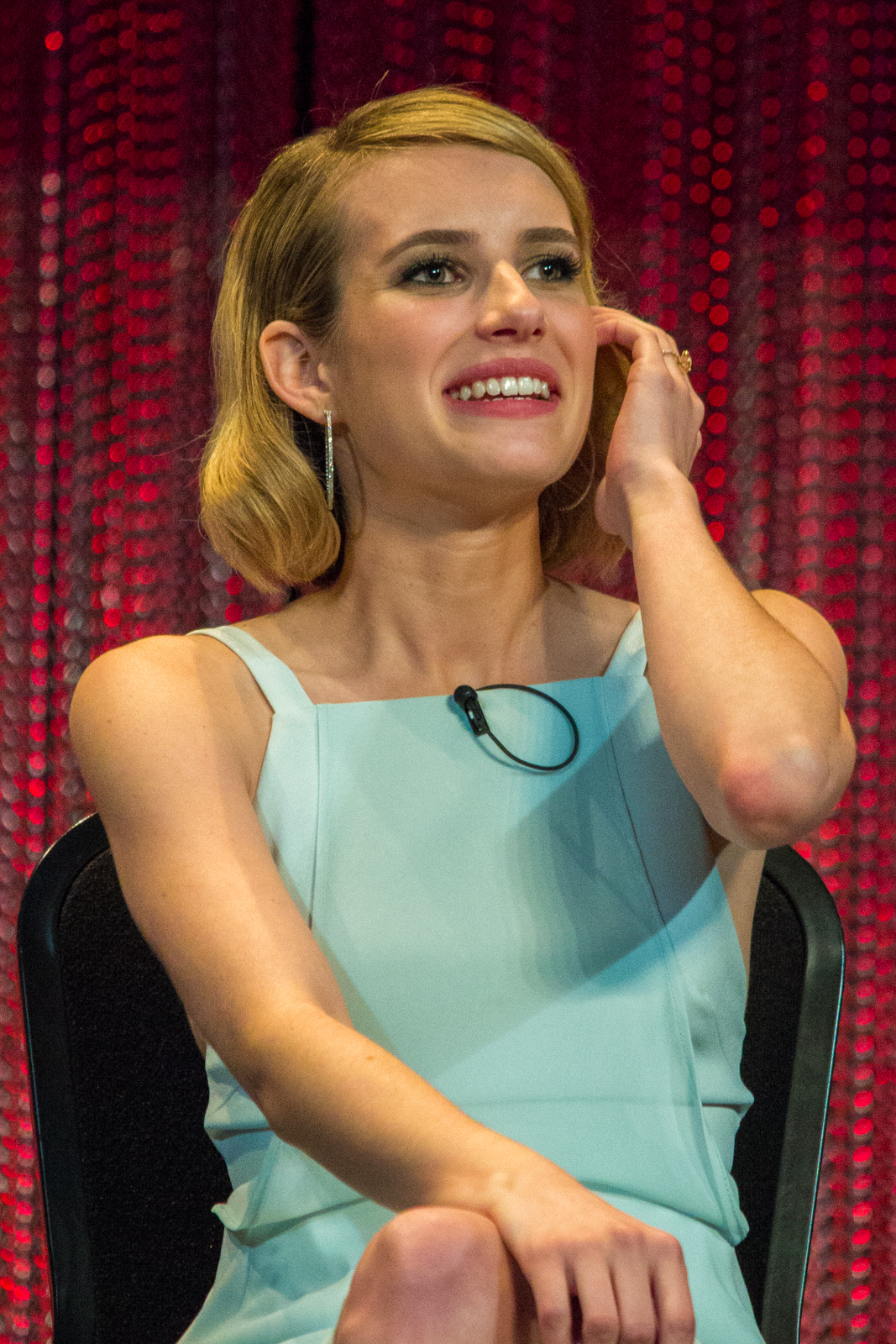
رابرتز در پلی فست، سال ۲۰۱۴

- داستان ترسناک آمریکایی - ۲۰۱۳ تاکنون
- ملکه‌های جیغ - ۲۰۱۵